# Tênis de mesa nos Jogos da Commonwealth de 2018
O tênis de mesa nos Jogos da Commonwealth de 2018 foi realizado no Oxenford Studios em Gold Coast, na Austrália, entre 5 e 15 de abril. Nove eventos foram disputados, compreendendo as competições de simples masculino e feminino, equipes masculinas e femininas e duplas masculinas, femininas e mistas. Também integra o programa da modalidade dois eventos para atletas de elite com deficiência (EAD), retornando após ausência em 2014.

## Medalhistas
Masculino
| Evento           | Ouro                                                                                       | Prata                                                                           | Bronze                                                                |
| Simples detalhes | Gao Ning SIN Singapura                                                                     | Quadri Aruna NGR Nigéria                                                        | Sharath Achanta IND Índia                                             |
| Duplas detalhes  | Paul Drinkhall Liam Pitchford ENG Inglaterra                                               | Sharath Achanta Sathiyan Gnanasekaran IND Índia                                 | Harmeet Desai Sanil Shetty IND Índia                                  |
| Equipes detalhes | Sharath Achanta Anthony Amalraj Harmeet Desai Sathiyan Gnanasekaran Sanil Shetty IND Índia | Bode Abiodun Quadri Aruna Azeez Jamiu Olajide Omotayo Segun Toriola NGR Nigéria | Paul Drinkhall David McBeath Liam Pitchford Sam Walker ENG Inglaterra |

Feminino
| Evento           | Ouro                                                                                    | Prata                                                                | Bronze                                                               |
| Simples detalhes | Manika Batra IND Índia                                                                  | Yu Mengyu SIN Singapura                                              | Feng Tianwei SIN Singapura                                           |
| Duplas detalhes  | Feng Tianwei Yu Mengyu SIN Singapura                                                    | Manika Batra Mouma Das IND Índia                                     | Ho Ying Karen Lyne MAS Malásia                                       |
| Equipes detalhes | Manika Batra Mouma Das Sutirtha Mukherjee Madhurika Patkar Pooja Sahasrabudhe IND Índia | Feng Tianwei Lin Ye Yu Mengyu Zhang Wanling Zhou Yihan SIN Singapura | Tin-Tin Ho Denise Payet Kelly Sibley Maria Tsaptsinos ENG Inglaterra |

Misto
| Evento          | Ouro                             | Prata                                    | Bronze                                       |
| Duplas detalhes | Gao Ning Yu Mengyu SIN Singapura | Tin-Tin Ho Liam Pitchford ENG Inglaterra | Manika Batra Sathiyan Gnanasekaran IND Índia |

EAD
| Evento                    | Ouro                         | Prata                      | Bronze                          |
| TT6–10 masculino detalhes | Ross Wilson ENG Inglaterra   | Kim Daybell ENG Inglaterra | Joshua Stacey WAL País de Gales |
| TT6–10 feminino detalhes  | Melissa Tapper AUS Austrália | Faith Obazuaye NGR Nigéria | Andrea McDonnell AUS Austrália  |

## Quadro de medalhas
| Ordem | País          | Medalha de ouro | Medalha de prata | Medalha de bronze | Total |
| ----- | ------------- | --------------- | ---------------- | ----------------- | ----- |
| 1     | Índia         | 3               | 2                | 3                 | 8     |
| 2     | Singapura     | 3               | 2                | 1                 | 6     |
| 3     | Inglaterra    | 2               | 2                | 2                 | 6     |
| 4     | Austrália     | 1               |                  | 1                 | 2     |
| 5     | Nigéria       |                 | 3                |                   | 3     |
| 6     | Malásia       |                 |                  | 1                 | 1     |
|       | País de Gales |                 |                  | 1                 | 1     |
| TOTAL | TOTAL         | 9               | 9                | 9                 | 27    |